# Døde i 2014
Døde i 2014 er en liste over notable personer, der er afgået ved døden i 2014. 

## Januar
| - Eusébio - Ariel Sharon - Hiroo Onada - Pete Seeger |

- 1. januar - Juanita Moore, amerikansk skuespillerinde (født 1914).
- 2. januar - Anne Dorte af Rosenborg, dansk grevinde (født 1947).
- 3. januar - Phil Everly, amerikansk musiker (født 1939).
- 4. januar - Sergey Kozlov, russisk fodboldspiller (født 1960).
- 5. januar - Eusébio, portugisisk fodboldspiller (født 1942).
- 5. januar - Mogens E. Pedersen, tidligere chefredaktør på Se og Hør (født 1928).
- 7. januar - Run Run Shaw, kinesisk mediemogul (født 1907).
- 9. januar - Amiri Baraka, amerikansk forfatter (født 1934).
- 9. januar - Dale Mortensen, amerikansk økonom og nobelprismodtager (født 1939).
- 11. januar - Ariel Sharon, israelsk politiker (født 1928).
- 12. januar - Alexandra Bastedo, engelsk skuespillerinde (født 1946).
- 13. januar - Anjali Devi, indisk skuespillerinde (født 1927).
- 14. januar - Juan Gelman, argentinsk forfatter (født 1930).
- 16. januar - Hiroo Onada, sidste japanske soldat, der overgav sig efter 2. verdenskrig (født 1922).
- 16. januar - Roger Lloyd-Pack, engelsk skuespiller (født 1944).
- 18. januar - Sarah Marshall, engelsk skuespillerinde (født 1933).
- 19. januar - Gordon Hessler, engelsk filminstruktør (født 1925).
- 20. januar - Claudio Abbado, italiensk dirigent (født 1933).
- 22. januar - François Deguelt, fransk sanger (født 1932).
- 24. januar - Shulamit Aloni, israelsk politiker (født 1928).
- 25. januar - Arthur Doyle, amerikansk sanger (født 1944).
- 26. januar - José Emilio Pacheco, mexikansk forfatter (født 1939).
- 27. januar - Pete Seeger, amerikansk folkesanger (født 1919).
- 28. januar - Dwight Gustafson, amerikansk komponist (født 1930).
- 31. januar - Miklós Jancsó, ungarsk filminstruktør (født 1921).

## Februar
| - Philip Seymour Hoffman - Gabriel Axel - Shirley Temple - Alice Babs - Richard Møller Nielsen - Kresten Bjerre |

- 1. februar - Luis Aragonés, spansk fodboldtræner (født 1938).
- 1. februar - Maximilian Schell, østrigsk-schweizisk skuespiller (født 1930).
- 2. februar - Philip Seymour Hoffman, amerikansk skuespiller og instruktør (født 1967).
- 2. februar - Gerd Albrecht, tysk dirigent (født 1935).
- 2. februar - Karl Erik Bøhn, norsk lærer, håndboldspiller og træner (født 1965).
- 5. februar - Robert A. Dahl, amerikansk politolog (født 1915).
- 6. februar - Ralph Kiner, amerikansk basketballspiller (født 1922).
- 8. februar - Dick Berk, amerikansk jazztrommeslager (født 1939).
- 9. februar - Gabriel Axel, dansk filminstruktør og skuespiller (født 1918).
- 10. februar - Shirley Temple, amerikansk barneskuespiller og diplomat (født 1928).
- 11. februar - Alice Babs, svensk sangerinde og skuespillerinde (født 1924).
- 13. februar - Richard Møller Nielsen, dansk fodboldtræner (født 1937).
- 14. februar - Tom Finney, engelsk fodboldspiller (født 1922).
- 15. februar - Christopher Malcolm, skotsk skuespiller (født 1946).
- 16. februar - Jimmy Murakami, amerikansk filminstruktør (født 1933).
- 17. februar - Bob Casale, amerikansk guitarist (født 1952).
- 18. februar - Nelson Frazier (a.k.a. Big Daddy V), amerikansk wrestler (født 1972).
- 18. februar - Margarita Stāraste-Bordevīka, lettisk børnebogsforfatter (født 1914).
- 19. februar - Kresten Bjerre, dansk fodboldspiller (født 1946).
- 22. februar - Leo Vroman, amerikansk hæmatolog (født 1915).
- 23. februar - Alice Sommer Herz, pianist og den ældste overlevende fra koncentrationslejren Theresienstadt (født 1903).
- 24. februar - Harold Ramis, amerikansk skuespiller og filminstruktør (født 1944).
- 25. februar - Paco de Lucia, spansk flamencoguitarist (født 1947).
- 26. februar - Dezső Novák, ungarsk fodboldspiller (født 1939).
- 27. februar - Jan Hoet, belgisk kunstkritiker og kurator (født 1936).
- 28. februar - Michio Mado, japansk digter (født 1909).

## Marts
| - Adolfo Suárez |

- 1. marts - Alain Resnais, fransk filminstruktør (født 1922).
- 3. marts - William Reid Pogue, amerikansk astronaut (født 1930).
- 5. marts - Geoff Edwards, amerikansk skuespiller (født 1931).
- 6. marts - Sheila MacRae, amerikansk skuespillerinde (født 1921).
- 7. marts - Olav Aaen, dansk borgmester (født 1945).
- 8. marts - Svend Bergstein, dansk militærmand og politiker (født 1941).
- 10. marts - Georges Lamia, fransk fodboldspiller (født 1933).
- 12. marts - Věra Chytilová, tjekkisk filminstruktør (født 1929).
- 13. marts - Kay Werner Nielsen, dansk cykelrytter og -leder (født 1921).
- 14. marts - Tony Benn, engelsk politiker (født 1925).
- 15. marts - Jesper Langballe, dansk præst og politiker (født 1939).
- 15. marts - Scott Asheton, amerikansk trommeslager (The Stooges) (født 1949).
- 15. marts - Bi Skaarup, dansk madhistoriker og arkæolog (født 1952).
- 17. marts - Oswald Morris, engelsk filmfotograf (født 1915).
- 18. marts - Lucius Shepard, amerikansk forfatter (født 1943).
- 19. marts - Enric Ribelles, spansk fodboldspiller (født 1934).
- 20. marts - Hilderaldo Bellini, italiensk-brasiliansk fodboldspiller (født 1930).
- 22. marts - Patrice Wymore, amerikansk skuespillerinde (født 1926).
- 23. marts - Adolfo Suárez, spansk politiker (født 1932).
- 25. marts - Nanda, indisk skuespillerinde (født 1941).
- 27. marts - Gina Pellón, cubansk maler (født 1926).
- 28. marts - Jeremiah Denton, amerikansk senator (født 1924).
- 30. marts - Kate O'Mara, amerikansk skuespillerinde (født 1939).
- 31. marts - Frankie Knuckles, amerikansk musikproducer (født 1955).

## April
| - Mickey Rooney - Palle Simonsen - Gabriel García Márquez - Bob Hoskins |

- 1. april - Anker Buch, dansk violinist (født 1940).
- 5. april - Poul Erik Bech, dansk fodboldtræner (født 1938).
- 5. april - Gynther Hansen, dansk forfatter (født 1930).
- 6. april - Mickey Rooney, amerikansk skuespiller (født 1920).
- 7. april - Josep Maria Subirachs, spansk maler (født 1927).
- 8. april - The Ultimate Warrior, amerikansk wrestler (født 1959).
- 9. april - Svetlana Velmar-Janković, serbisk forfatter (født 1933).
- 12. april - Brita Koivunen, finsk schlager-sangerinde (født 1931).
- 12. april - Ole Aaby, dansk nyhedsoplæser på Radioavisen (født 1926).
- 16. april - Palle Simonsen, dansk politiker og minister (født 1933).
- 17. april - Gabriel García Márquez - colombiansk forfatter og nobelprismodtager (født 1927).
- 18. april - Eduard Kosolapov, russisk fodboldspiller (født 1976).
- 19. april - Birgit Pouplier, dansk skuespillerinde og forfatter (født 1925).
- 20. april - Rubin Carter, amerikansk bokser (født 1937).
- 21. april - Win Tin, burmesisk journalist og politiker (født 1930).
- 22. april - Jovan Krkobabić, serbisk politiker (født 1930).
- 24. april - Hans Hollein, østrigsk arkitekt og designer (født 1934).
- 25. april - Francesc "Tito" Vilanova, spansk fodboldtræner og -spiller (født 1968).
- 26. april - Gerald Guralnik, amerikansk fysiker (født 1937).
- 27. april - Vujadin Boškov, serbisk fodboldspiller (født 1931).
- 29. april - Bob Hoskins, engelsk filmskuespiller (født 1942).

## Maj
| - Wojciech Jaruzelski |

- 2. maj - Efrem Zimbalist, Jr., amerikansk skuespiller (født 1918).
- 3. maj - Gary S. Becker, amerikansk økonom og Nobelprismodtager (født 1930).
- 4. maj - Elena Baltacha, britisk tennisspiller (født 1983).
- 8. maj - Henning Elting, dansk fodboldspiller (født 1925).
- 9. maj - Mary Stewart, engelsk forfatter (født 1916).
- 10. maj - Patrick Joseph Lucey, amerikansk guvernør og ambassadør (født 1918).
- 13. maj - Malik Bendjelloul, svensk journalist og dokumentarist (født 1977).
- 18. maj - Dobrica Ćosić, serbisk politiker (født 1921).
- 19 maj - Zbigniew Pietrzykowski, polsk 4-dobbelt europamester i *boksning (født 1934).
- 19. maj - Jack Brabham, australsk racekører og F1-mester (født 1926).
- 20. maj - Jørn Ege, dansk læge (født 1955).
- 21. maj - Jaime Lusinchi, venezuelas tidligere præsident (født 1924).
- 25. maj - Wojciech Jaruzelski, polsk general og diktator (født 1923).
- 26. maj - Manuel Uribe, mexikaner, der på et tidspunkt var verdens fedeste mand (født 1965).
- 28. maj - Maya Angelou, amerikansk forfatter (født 1928).
- 28. maj - Elisabeth Bomhoff, dansk modstandskvinde (født 1912).
- 30. maj - Henning Carlsen, dansk filminstruktør (født 1927).
- 31. maj - Martha Hyer, amerikansk skuespillerinde (født 1924).

## Juni
| - Eli Wallach - Bobby Womack |

- 2. juni - Duraisamy Simon Lourdusamy, indisk kardinal (født 1924).
- 7. juni - Fernandão, brasiliansk fodboldspiller (født 1978).
- 9. juni - Rik Mayall, engelsk komiker og skuespiller (født 1958).
- 11. juni - Rafael Frühbeck de Burgos, spansk dirigent (født 1933).
- 12. juni - Niels Højlund, præst og samfundsdebatør (født 1931).
- 12. juni - Carla Laemmle, amerikansk skuespillerinde (født 1909).
- 14. juni - Isabelle Collin Dufresne, amerikansk forfatter (født 1935).
- 15. juni - Casey Kasem, amerikansk skuespiller og komiker (født 1932).
- 16. juni - Tony Gwynn, amerikansk baseballspiller (født 1960).
- 17. juni - Jorge Romo, mexikansk fodboldspiller (født 1924).
- 18. juni - Horace Silver, amerikansk jazzpianist, komponist og orkesterleder (født 1928).
- 19. juni - Gerry Goffin, amerikansk sangtekstforfatter (født 1939).
- 24. juni - Eli Wallach, amerikansk filmskuespiller (født 1915).
- 24. juni - Ramón José Velásquez, venezuelansk politiker (født 1916).
- 26. juni - Howard Baker, amerikansk politiker (født 1925).
- 27. juni - Bobby Womack, amerikansk soulsanger og sangskriver (født 1944).
- 29. juni - Paul Horn, amerikansk jazz fløjtenist og saxofonist (født 1930).
- 30. juni - Paul Mazursky, amerikansk skuespiller og instruktør (født 1930).

## Juli
| - Eduard Sjevardnadse - James Garner |

- 4. juli - Torill Thorstad Hauger, norsk forfatter (født 1943).
- 5. juli - Søsser Krag, dansk journalist (født 1962).
- 6. juli - Benedito de Assis da Silva, brasiliansk fodboldspiller (født 1952).
- 7. juli - Eduard Sjevardnadse, sovjetisk og senere georgisk politiker (født 1928).
- 7. juli - Alfredo di Stéfano, argentinsk/spansk fodboldspiller (født 1926).
- 8. juli - Elsie Neubert, dansk skuespillerinde (født 1925).
- 9. juli - Eileen Ford, amerikansk modelbureau direktør og medstifter af Ford Models (født 1922).
- 10. juli - Zohra Segal, indisk skuespillerinde (født 1912).
- 11. juli - Charlie Haden, amerikansk kontrabassist (født 1937).
- 13. juli - Nadine Gordimer, sydafrikansk forfatter og nobelprismodtager (født 1923).
- 14. juli - Horacio Troche, uruguayansk fodboldspiller (født 1935).
- 15. juli - Edda Buding, tysk tennisspiller (født 1936).
- 16. juli - Johnny Winter, amerikansk bluesguitarist (født 1944).
- 17. juli - Elaine Stritch, amerikansk skuespillerinde (født 1925).
- 18. juli - Vagn Greve, dansk professor i strafferet (født 1938).
- 19. juli - James Garner, amerikansk film- og tv-skuespiller (født 1928).
- 23. juli - Georg Poulsen, dansk fagforeningsleder (født 1929).
- 23. juli - Mogens Berendt, dansk journalist, forfatter og tv-vært (født 1944).
- 26. juli - Roland Verhavert, belgisk filminstruktør (født 1927).
- 28. juli - James Shigeta, amerikansk skuespiller (født 1929).
- 30. juli - Dick Wagner, amerikansk rockmusik guitarist (født 1942).
- 31. juli - Helmuth Duholm, dansk atlet (født 1926).

## August
| - Robin Williams - Lauren Bacall - Richard Attenborough |

- 2. august - Hans-Henrik Ley, dansk jazzmusiker (født 1923).
- 7. august - Cristina Deutekom, hollandsk operasangerinde (født 1931).
- 8. august - Peter Sculthorpe, australsk komponist (født 1929).
- 10. august – Kathleen Ollerenshaw, britisk matematiker (født 1912).
- 11. august - Robin Williams, amerikansk komiker (født 1951).
- 12. august - Lauren Bacall, amerikansk filmskuespillerinde (født 1924).
- 12. august - Steen Ankerdal, dansk sportsjournalist, studievært og forfatter (født 1948).
- 16. august - Peter Scholl-Latour, tysk forfatter (født 1924).
- 17. august - Wolfgang Leonhard, tysk forfatter (født 1921).
- 18. august - Don Pardo, amerikansk radio og tv-speaker (født 1918).
- 19. august - Brian G. Hutton, amerikansk filminstruktør (født 1935).
- 23. august - Albert Ebossé Bodjongo, camerounsk fodboldspiller (født 1989).
- 24. august - Richard Attenborough, britisk filminstruktør, skuespiller og filmproducer (født 1923).
- 27. august - Pedro Pubill Calaf, spansk sanger (født 1935).
- 29. august - Björn Waldegård, svensk racerkører (født 1943).
- 30. august - Andrew V. McLaglen, engelsk filminstruktør (født 1920).
- 31. august - Jonathan Williams, engelsk racerkører (født 1942).

## September
| - Richard Kiel - Ian Paisley |

- 3. september - Torben Thune, dansk journalist og tv-vært (født 1949).
- 8. september - Magda Olivero, italiensk sopran-operasangerinde (født 1910).
- 10. september - Richard Kiel, amerikansk skuespiller (født 1939).
- 12. september - Ian Paisley, nordirsk politiker og præst (født 1926).
- 12. september - Henrik Have, dansk billedkunstner og forfatter (født 1946).
- 15. september - Yitzhak Hofi, israelsk direktør (født 1927).
- 17. september - Marianne Clausen, dansk musikhistoriker (født 1947).
- 19. september - Audrey Long, amerikansk skuespillerinde (født 1922).
- 20. september - Erik Ninn-Hansen, dansk politiker (født 1922).
- 22. september - Sahana Pradhan, nepalesisk politiker (født 1927).
- 25. september - Gunnar Zachariasen, færøsk fodboldspiller (født 1992).
- 29. september - Erik Hansen, dansk kajakroer og OL-guldvinder (født 1939).
- 30. september - Claus Brun, dansk læge (født 1914).

## Oktober
| - Jess Ingerslev - Gough Whitlam |

- 1. oktober - Lynsey de Paul, engelsk sangerinde (født 1948).
- 3. oktober - Jean-Jacques Marcel, fransk fodboldspiller (født 1931).
- 4. oktober - Jean-Claude Duvalier, haitiansk politiker (født 1951).
- 5. oktober - Anna Przybylska, polsk skuespillerinde (født 1978).
- 7. oktober - Siegfried Lenz, tysk forfatter (født 1926).
- 10. oktober - Finn Lied, norsk politiker (født 1916).
- 11. oktober - Carmelo Simeone, argentinsk fodboldspiller (født 1933).
- 13. oktober - Jess Ingerslev, dansk skuespiller (født 1947).
- 15. oktober - Preben Boye, dansk maler og billedhugger (født 1944).
- 16. oktober - Tim Hauser, amerikansk sanger (født 1941).
- 17. oktober - Masaru Emoto, japansk forfatter (født 1943).
- 21. oktober – Gough Whitlam, australsk premierminister (født 1916).
- 23. oktober - Alvin Stardust, engelsk sanger og skuespiller (født 1942).
- 25. oktober – Jack Bruce, skotsk musiker og sangskriver (født 1943).
- 27. oktober - Leif Skiöld, svensk fodboldspiller (født 1935).
- 29. oktober - Klas Ingesson, svensk fodboldspiller og træner (født 1968).
- 30. oktober - Thomas Menino, amerikansk politiker (født 1942).

## November
| - P.D. James |

- 6. november - William Rosenberg, dansk skuespiller (født 1920).
- 8. november - Hugo Sánchez Portugal, mexicansk fodboldspiller (født 1984).
- 10. november - Ken Takakura, japansk skuespiller (født 1931).
- 11. november - Jan Lindhardt, dansk teolog og biskop, (født 1938).
- 11. november - Big Bank Hank, Henry Jackson, amerikansk rapper, (født 1956).
- 12. november - Warren Clarke, britisk skuespiller (født 1947).
- 13. november - Alexander Grothendieck, fransk matematiker (født 1928).
- 17. november - Jimmy Ruffin, amerikansk soulsanger (født 1936).
- 19. november - Mike Nichols, amerikansk komiker og filminstruktør (født 1931).
- 21. november - Johannes Rasmussen, dansk sabotør, stikker og gestapohåndlanger (født 1917).
- 22. november – Fiorenzo Angelini, italiensk kardinal (født 1916).
- 26. november - Sabah, libanesisk sangerinde og skuespillerinde (født 1927).
- 27. november - P.D. James, engelsk forfatter (født 1920).
- 28. november - Niels Foss, dansk jazzbassist og kapelmester (født 1916).
- 28. november - Chespirito, mexicansk komiker (født 1929).

## December
| - Fabiola - Joe Cocker - Leo Tindemans - Luise Rainer |

- 2. december - Bobby Keys, amerikansk saxofonist (født 1943).
- 3. december - Ian McLagan, engelsk keyboardspiller (født 1945).
- 4. december - Claudia Emerson, amerikansk forfatter (født 1957).
- 5. december - Fabiola, tidligere dronning af Belgien (født 1928).
- 5. december - Eigil Jørgensen, dansk ambassadør og departementschef (født 1921).
- 6. december - Ralph H. Baer, amerikansk spiludvikler (født 1922).
- 7. december - Mango, italiensk sanger (født 1954).
- 9. december - Mary Ann Mobley, amerikansk skuespillerinde (født 1937).
- 10. december - Ralph Giordano, tysk forfatter (født 1923).
- 11. december - Gerald Sim, engelsk skuespiller (født 1925).
- 13. december - Ernst Albrecht, tysk politiker (født 1930).
- 16. december - Ernie Terrell, amerikansk bokser (født 1939).
- 18. december - Knud Pedersen, dansk modstandsmand og kunstner (født 1925).
- 19. december - Max Leth, dansk kapelmester og musiker (født 1921).
- 21. december - Udo Jürgens, østrigsk komponist og sanger (født 1934).
- 22. december - Joe Cocker, engelsk sanger (født 1944).
- 22. december - Vera Gebuhr, dansk skuespillerinde (født 1916).
- 26. december - Leo Tindemans, belgisk premierminister (født 1922).
- 28. december - Javier Fragoso, mexikansk fodboldspiller (født 1942).
- 30. december - Luise Rainer, tysk skuespillerinde (født 1910).
- 31. december - Arthur Valerian Wellesley, 8. hertug af Wellington, britisk højadelig (født 1915).